# Самюель Грансір
Самюель Грансір (фр. Samuel Grandsir, нар. 14 серпня 1996, Евре) — французький футболіст сенегальського походження, нападник клубу «Брест» на правах оренди з «Монако».

## Ігрова кар'єра
Народився 14 серпня 1996 року в місті Евре. Вихованець футбольних шкіл клубів «Евре» та «Труа». З 2013 році для отримання ігрової практики Самюель почав виступати за дублюючий склад клубу. 24 квітня 2016 року в матчі проти «Монпельє» він дебютував за першу команду у Лізі 1. За підсумками сезону клуб вилетів у Лігу 2. 13 січня 2017 року в поєдинку проти «Аяччо» Самюель забив свій перший гол за «Труа». За підсумками сезону 2016/17 Грансір допоміг команді повернутися в еліту, втім вже наступного року клуб став передостаннім знову покинув вищий дивізіон.
9 червня 2018 року підписав п'ятирічний контракт з «Монако». У першому колі відіграв за команду з Монако 12 матчів у національному чемпіонаті. У січні 2019 був відданий на піврічну оренду до «Страсбура», а на сезон 2019/20 відправився в оренду до «Бреста».

## Статистика виступів

### Статистика клубних виступів
| Сезон             | Команда           | Чемпіонат         | Чемпіонат | Чемпіонат | Національний кубок | Національний кубок | Національний кубок | Континентальні кубки | Континентальні кубки | Континентальні кубки | Інші змагання | Інші змагання | Інші змагання | Усього | Усього | Усього |
| Сезон             | Команда           | Ліга              | Ігор      | Голів     | Ліга               | Ігор               | Голів              | Ліга                 | Ігор                 | Голів                | Ліга          | Ігор          | Голів         | Ігор   | Голів  |        |
| ----------------- | ----------------- | ----------------- | --------- | --------- | ------------------ | ------------------ | ------------------ | -------------------- | -------------------- | -------------------- | ------------- | ------------- | ------------- | ------ | ------ | ------ |
| 2015–16           | «Труа»            | Л1                | 1         | 0         | КФ+КЛ              | 0                  | 0                  |                      | -                    | -                    |               | -             | -             | 1      | 0      |        |
| 2016–17           | «Труа»            | Л2                | 32+2      | 3+0       | КФ+КЛ              | 3+1                | 2+0                |                      | -                    | -                    |               | -             | -             | 36     | 5      |        |
| 2017–18           | «Труа»            | Л1                | 36        | 3         | КФ+КЛ              | 3+1                | 1+0                |                      | -                    | -                    |               | -             | -             | 42     | 3      |        |
| Усього за «Труа»  | Усього за «Труа»  | Усього за «Труа»  | 71        | 6         |                    | 8                  | 2                  |                      | -                    | -                    |               | -             | -             | 79     | 8      |        |
| 2018–січ.19       | «Монако»          | Л1                | 12        | 0         | КФ+КЛ              | 1+1                | 0+0                | ЛЧ                   | 3                    | 1                    | СФ            | 1             | 0             | 18     | 1      |        |
| січ.–чер. 19      | «Страсбур»        | Л1                | 8         | 0         | КФ+КЛ              | 1+0                | 0+0                |                      | -                    | -                    |               | -             | -             | 9      | 0      |        |
| Усього за кар'єру | Усього за кар'єру | Усього за кар'єру | 91        | 6         |                    | 11                 | 2                  |                      | 3                    | 1                    |               | 1             | 0             | 106    | 9      |        |